# Музей Чайковського і фон Мекк
Музе́й Петра́ Ілліча́ Чайко́вського і Наді́ї Філаре́тівни фон Мекк — музейний заклад у приміщенні колишнього маєтку Надії Філаретівни фон Мекк, смт Браїлів, Вінницька область.

## Чайковський у Браїлові
Знайомство П. І. Чайковського з Н. Ф. фон Мекк, що розпочалося наприкінці 1876 року, дуже швидко переростає у відносини, які дозволяють говорити нам про близьку, інтимну дружбу. Закохавшись у музику Петра Ілліча, Надія Філаретівна не шкодує для нього ані матеріальних, ані духовних витрат. Вона однією з перших зрозуміє, що музика молодого, маловідомого професора Московської консерваторії — геніальна.
Навесні 1878 року Петро Ілліч отримує від Надії Філаретівни запрошення приїхати до Браїлова. У своєму листі вона пише:
|  | Знаєте, Петре Ілліч, в мене є одне бажання, яке я була б дуже рада, якби Ви виконаил, це якби ви побували в тому місці, яке я так люблю, яке я завжди прагну серцем... Оригінальний текст (рос.) «Знаете, Петр Ильич, у меня есть одно желание, которое я была бы очень рада если бы Вы исполнили, это, что бы Вы побывали в том месте, которое я так люблю, в которое я всегда стремлюсь сердцем… в нашем Браилове» |

 На що Чайковський відповідає: 
|  | …У мене навіть була думка просити у Вас дозволу… зупинитися на кілька днів у Браїлові… яке ж було моє задоволення, коли у Вашому в дорогому листі знайшов запрошення побувати… у вашому улюбленому куточку. Неодмінно скористаюся ним ... для мене буде невимовно приємно провести кілька днів у тому місці, де Ви проводите кращу пору року і яке так близько до Вашого серця. Оригінальний текст (рос.) «…У меня даже была мысль просить у Вас позволение…остановиться на несколько дней в Браилове…каково же было мое удовольствие, когда в дорогом письме Вашем я нашел приглашение побывать…в вашем любимом уголке. Непременно воспользуюсь им…для меня будет невыразимо приятно провести несколько дней в том месте, где Вы проводите лучшее время года и которое так близко Вашему сердцу» |

.
Петро Чайковський був у захваті від парку, палацу і комфорту. У розпорядженні композитора були рояль, ноти та книги.
|  | У Браїлові хочу віддатися любові моєї до природи. Немає місця у всьому світі, яке давало б мені в цьому відношенні так багато простору. Поїздки до Браїлів залишаться в моїй пам'яті променистим спогадом про найпоетичніші дні мого життя Оригінальний текст (рос.) «В Браилове хочу отдаться любви моей к природе. Нет места во всем мире, которое давало бы мне в этом отношении так много простора. Поездки в Браилов останутся в моей памяти лучезарным воспоминанием о самых поэтических днях моей жизни». |

Всього у Браїлові Чайковський побував п'ять разів. Тут ним була створена перша оркестрова сюїта, оркестрована опера «Орлеанська діва», 14 романсів (зокрема, «Средь шумного бала», «То было ранней весною», «Серенада Дон Жуана»), п'єса для скрипки та фортепіано («Воспоминание о дорогом месте»), Літургія святого Іоанна Златоуста тощо.

## Історія створення
У середині ХХ століття народжується і починає втілюватись ідея відображення факту перебування російського композитора у Браїлові.
Першим кроком на шляху створення музею П. І. Чайковського у Браїлові стало створення експозиції в клубі Браїлівського цукрового заводу. У 1951 році тут «організовується музейний куток, де експонуватимуться матеріали про перебування Чайковського в Браїлові» [23]. Першим «екскурсоводом» по пам'ятним місцям перебування композитора у Браїлові був І. Г. Матвійчук. Іван Гаврилович розповідав школярам-екскурсантам про своє спілкування з Петрем Іллічем, показував улюблені місця відпочинку тощо. Зі слів І. Г. Матвійчука «Чайковський колись записав кілька народних пісень. Іван Гаврилович часто супроводжував Чайковського в поле, в ліс, їздив з ним на човні по чудовому ставку» [23].
Місцевий житель П. А. Пляцек захопився ідеєю створення музею П. І. Чайковського ще в юнацькі роки. Браїлівський юнак познайомився з творчістю композитора в часи окупації, під час перегляду німецького фільму «Серед шумного балу», в якому розповідалося про творчість П. І. Чайковського. Під час навчання у місцевій школі Петро Пляцек слухав на уроках співів фрагменти п'єси «Спомин про дороге місце», твору, що був написаний та присвячений Браїлову. У юнака виникає ідея про створення музею композитора у рідному містечку. Цей задум «Браїлівський мрійник» розпочинає втілювати в життя, опинившись на початку 1950-х років у Москві.
У 1955 році Петро Артемович відвідує м. Клин у якому розташований будинок-музей П. І. Чайковського та знайомиться з племінником композитора — Юрієм Львовичем Давидовим. Молодий чоловік розповів нащадку митця про свою ідею, яку він розпочав втілювати в життя: «Я попросив у щойно відкритій бібліотеці її співробітницю, свою шкільну подругу Євгенію Нарусевич, створити куточок Петра Ілліча Чайковського і для початку вручив їй усе, що зміг зібрати» [8, с. 24]. Першими експонатами майбутнього музею стали книги: тритомне видання біографії композитора, що була написана братом Петра Ілліча — Модестом та третій том листування з Н. Ф. фон Мекк. Показовим є той факт, що книги Петро Артемович «Одного разу приніс замість зарплати додому…» [8, с.24]
У 1957 році Вінницький обласний краєзнавчий музей піднімає клопотання перед обласним управлінням культури про встановлення меморіальної дошки на честь перебування П. І. Чайковського у Браїлові на одному із приміщень колишніх маєтностей Н. Ф. фон Мекк, в яких, у висвітлюваний період, розташовувалося Браїлівське технічне училище № 1. Задум було втілено у життя у тому ж році і меморіальна дошка з текстом: «В цьому будинку під час своїх приїздів у м. Браїлів протягом 1878—1880 років жив і працював геніальний російський композитор П. І. Чайковський» [19, с. 194] була встановлена.
Протягом наступного десятиліття продовжує функціонувати куточок П. І. Чайковського у місцевій бібліотеці. "Багато років Євгенія Яківна буквально по крихті збирає все, що стосується чародія російської музики Петра Ілліча Чайковського в Браїлові. Листується з музеями і окремими музикознавцями, які вивчають творчість геніального композитора [20], — пише про це в обласній газеті краєзнавець М. Солоненко.
Ідея увіковічення пам'яті про приїзди композитора до Браїлова набуває поширення і на початку 1970-х років у місцевій школі створюється зал П. І. Чайковського. У залі були зібрані та експонувалися «фотодокументи про життя і творчу діяльність композитора, рідкісні матеріали про перебування його в Браїлові та Сьомаках. Юні краєзнавці ведуть активну переписку з музеями Клина та Кам'янки. А нещодавно група учнів Браїлівської дитячої музичної школи побувала в Кам'янському музеї», — пише про ці події В. Краснюк, вчитель цієї школи [6].
Формування повноцінного музею відбувається в січні 1979 року, коли у приміщенні СПТУ № 6 було створено музей П. І. Чайковського на громадських засадах. У районній газеті «Нові горизонти» про цю подію написано наступне: «…за ініціативою директора техучилища М. А. Іванюка, педколективу, майстрів, з метою увіковічення пам'яті про російського композитора П. І. Чайковського відкрито музей. Він розмістився у двох добре обладнаних кімнатах» [17]. У музейних кімнатах експонувалися стенди: «П. І. Чайковський на Україні», «Життя і творчість Петра Ілліча»; портрети композитора та його батьків, російських композиторів та Н. Ф. фон Мекк тощо. Опікувалася музеєм у той час — педагог училища Б. М. Коваль. Броніславою Миколаївною, викладачкою естетики, було започатковано зібрання матеріалів про П. І. Чайковського. Педагог знайомиться з правнучатими племінницями П. І. Чайковського, зокрема з І. Ю. Соколинською, і родичами Н. Ф. фон Мекк, які допомогли віднайти для музею цінні речі, рідкісні фотографії, листи, документи. Першими відвідувачами музею були гості із Азербайджану. «Браїлів вправі вічно гордитися тим, що дав духовну наснагу чарівникові музики», — записав від імені делегації із міста Шекі другий секретар комуністичної партії Азербайджану Е. Назарлі [22].
У наступне десятиліття громадський музей П. І. Чайковського набуває більшої популярності, розширюється географія його відвідувачів. Відбувається зміна керівника музею. Коваль Б. М. виходить на пенсію і переїжджає до іншого міста. Відтепер музей очолює викладач фізики СПТУ № 6 Савинов Й. В. У цей період заклад поповнюється новими експонатами, серед яких книга з дарчим написом Ксенії Юріївни Давидової, правнучатої племінниці композитора. Йосип Володимирович не обмежувався пошуком майбутніх експонатів для музею лише Браїловом і здійснює подорож у м. Клин. Під час подорожі він особисто знайомиться з К. Ю. Давидовою, відвідує сімейний цвинтар, на якому похований М. І. Чайковський, рідний брат композитора, засновник будинку-музею в м. Клин. Для поповнення колекції Браїлівського музею були передані ноти, книги, фото з дарчими написами. Під час цієї подорожі також відбувається знайомство Й. В. Савинова із нащадками Н. Ф. фон Мекк, серед них: Корсаков А. Г. та Себенцова Т. О., правнуки Надії Філаретівни. Дізнавшись про відкриття музею, вони передають у дар письмове приладдя, тримач для ручок та олівців, багато нот і книг.
19 травня 1990 року у Браїлові відбулося урочисте відзначення 150-ліття від дня народження П. І. Чайковського. До цієї дати були проведені значні заходи. Створено обласний комітет з проведення ювілею, який очолила Бачинська Т. Д., заступник голови обласного виконавчого комітету. «…роботу щодо впорядкування паркової зони, ремонту будівель провели величезну, освоївши понад 400 тис. карбованців. Близько трьох десятків трудових колективів, установ, окремих служб брали участь у підготовці та проведенні урочистої церемонії» [25]. Спеціалісти і робітники об'єднання «Вінницямелеоводгосп» впорядкували та очистили озера, укріпили береги. Шляховики тресту «Вінницядорбуд» впорядкували під'їзні шляхи до парку, провели асфальтно-бетонні роботи в центрі селища і навколо колишнього маєтку. Свій внесок у розмірі 10 тисяч карбованців зробило обласне управління «Бурякоцукроагропрому».
Жителі Браїлова також приймали безпосередню участь у підготовчих заходах, переказували власні кошти на спеціальний рахунок. Під час відновлення ставків старожили виступали своєрідними консультантами.
Урочистості розпочались із відкриття меморіальної дошки розміщеної на фасаді колишнього палацу Н. Ф. фон Мекк: «В цьому будинку в 1878—1880 роках під час приїздів на Україну творив геніальний російський композитор П. І. Чайковський» [3]. Головною подією заходів було відкриття оновлених залів музею П. І. Чайковського. Н. В. Першими відвідувачами оновленого музею були родичі Н. Ф. фон Мекк, серед яких її правнуки Т. О. Себенцова та А. Г. Корсаков, які записали у книзі відгуків свої враження: «Через сто десять років приїхали ми, родичі, правнуки Надії Філаретівни і вдихаємо повітря, котре надихало великого нашого Петра Ілліча на одвічно живу музику»[25].
Оформлення закладу у справжню музейну структуру відбувається на початку 1991 року. 9 січня виконавчий комітет Вінницької обласної ради народних депутатів приймає рішення «Про створення державного музею П. І. Чайковського на правах відділу», відділу обласного краєзнавчого музею. «Відтепер ми маємо можливість у Браїлові утримувати персонал, який працюватиме не на громадських засадах, а більш професійно», — відзначав начальник відділу культури Жмеринського району В. Марполь [2]. Директором музею була призначена Алєксєєва Т. І.
Наступного року, управління культури Вінницької обласної державної адміністрації, згідно рішення сесії Вінницької обласної ради народних депутатів «Про перелік об'єктів комунальної власності обласної ради народних депутатів, що передаються в управління обласної державної адміністрації», своїм наказом переводить Браїлівський музей П. І. Чайковського в самостійний державний музей з підпорядкуванням районному відділу культури.
У листопаді-грудні 1993 року розширюється експозиція закладу, з'являється новий експозиційний розділ «Музична бібліотека Н. Ф. фон Мекк», відповідно відкривається третій експозиційний зал, а згодом музей змінює свою назву, відтепер він «Державний музей П. І. Чайковського і Н. Ф. фон Мекк».
У 2014 році згідно рішення Жмеринської районної ради музей стає комунальним закладом «Музей П. І. Чайковського і Н. Ф. фон Мекк». У січні 2021 року відбувається зміна підпорядкування закладу і відтепер він відокремленний підрозділ Вінницького обласного краєзнавчого музею «Меморіальний музей П. І. Чайковського і Н. Ф. фон Мекк».

## Галерея

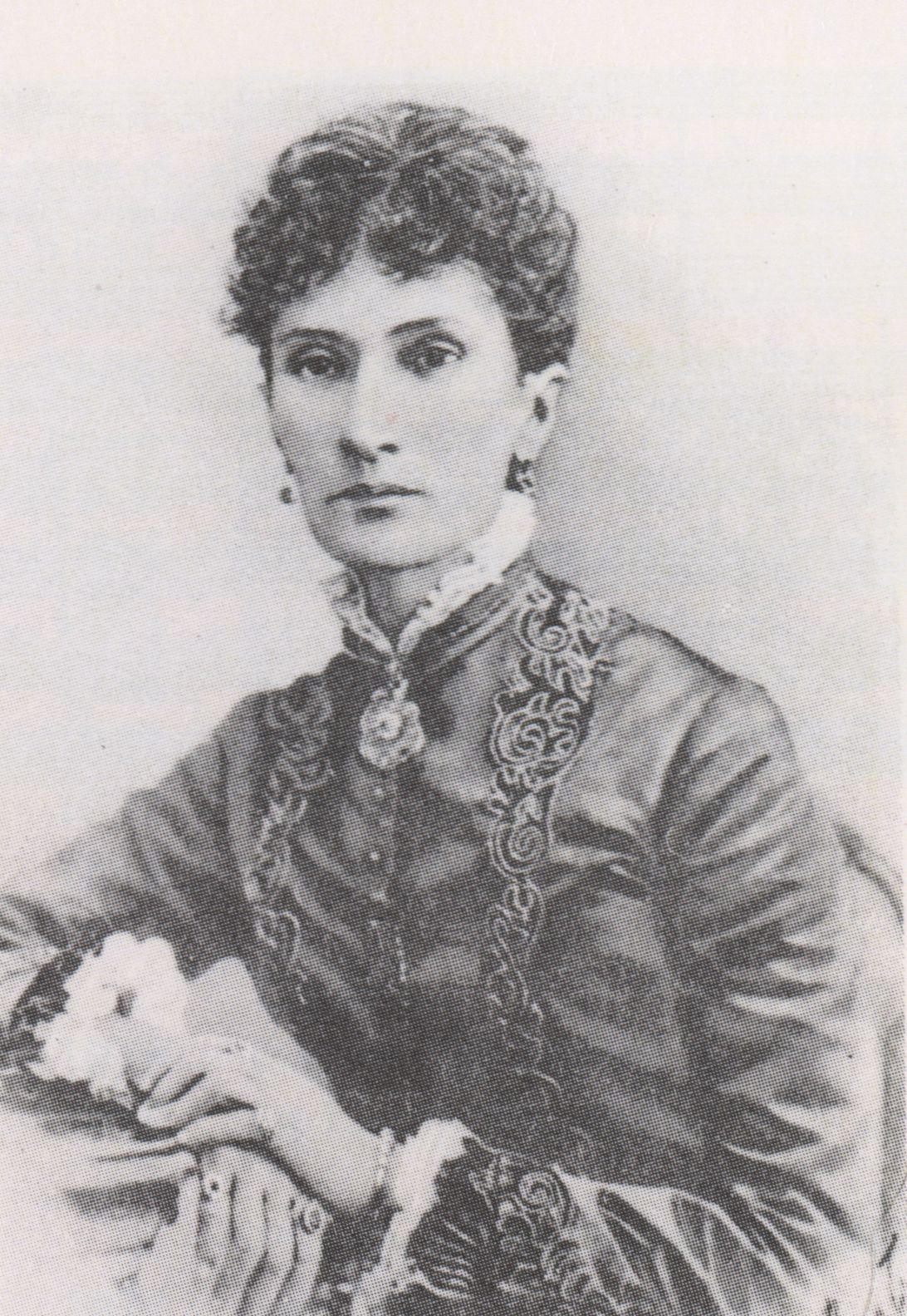
Надія фон Мекк
Рукопис Чайковського до опери «Пікова дама», 1890 р.
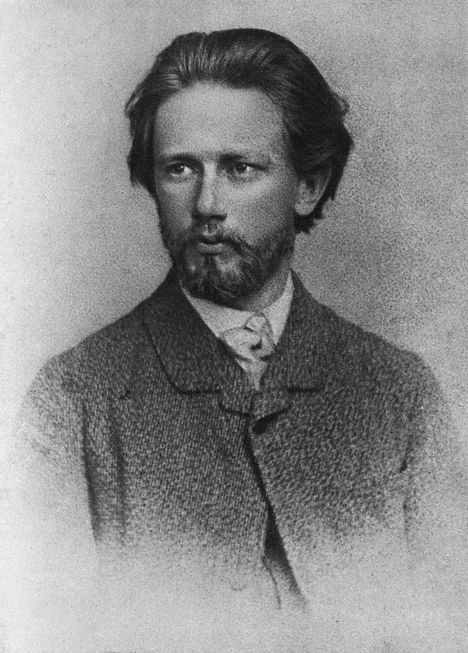
Петро Чайковський, 1874 р.
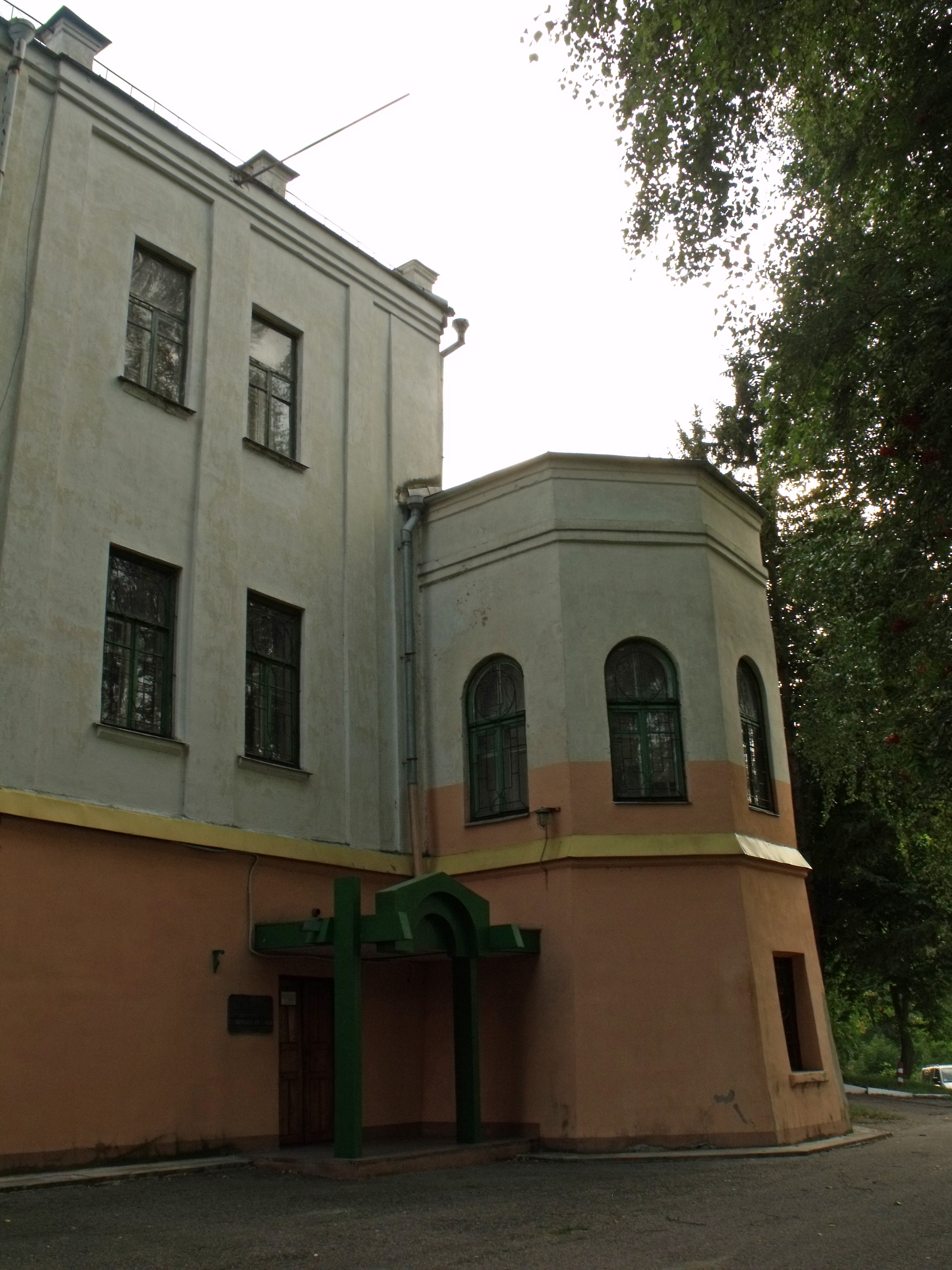
Куп палацу в садибі фон Мекк